# Калашников, Виктор Михайлович
Ви́ктор Миха́йлович Кала́шников (16 июля 1942, Матай, Аксуский район, Алма-Атинская область, Казахская ССР, СССР — 27 марта 2018, Ижевск, Удмуртия, Россия) — советский и российский конструктор стрелкового оружия. Ведущий инженер концерна «Калашников», кандидат технических наук. Заслуженный конструктор Российской Федерации. Член-корреспондент Инженерной академии Удмуртской Республики.

## Биография
Виктор Михайлович Калашников родился 16 июля 1942 года в семье советского конструктора стрелкового оружия Михаила Тимофеевича Калашникова (1919—2013).
В 1966 году окончил Ижевский механический институт, сразу после чего начал трудовую деятельность в отделе главного конструктора бюро по разработке новых изделий Ижевского машиностроительного завода.
Представлял завод «Ижмаш» на международных выставках вооружений.
Двое детей (сыновья Михаил и Александр).
Умер 27 марта 2018 года в Ижевске в возрасте 75 лет. Похоронен 30 марта на Южном кладбище в Ижевске.

## Разработки
Виктор Михайлович принял участие (как автор и как соавтор) в создании 30 изобретений, которые были защищены авторскими свидетельствами СССР и патентами РФ на изобретения. Разработал автомат АЛ-7, а также следующие принятые на вооружение образцы:
- ПП-19 «Бизон»,
- ПП-19-01 «Витязь» (модификация ПП-19 «Бизон»).

При освоении автомата Калашникова (АК) провёл многочисленные исследования, выявил ряд факторов, влияющих на устойчивость, долговечность и безотказность изделия, разработал ряд узлов и деталей на уровне изобретений.

## Публикации
- Калашников В. «Бизон» проверен в бою // Военный парад : журнал. — 2002. — Май-июнь (т. 51, № 03). — С. 34—35. — ISSN 1029-4678.

## Награды
- Орден «Знак Почёта» (за участие в разработке автомата АК74).
- Медаль «В память 850-летия Москвы».
- Заслуженный конструктор Российской Федерации.
- Золотая медаль «Гарантия качества и безопасности» Государственного комитета Российской Федерации по стандартизации и метрологии.
- Медаль «Честь и польза» Международного благотворительного фонда «Меценаты».
- Почётный работник промышленности вооружений.
- Почётный оружейник.
- Член-корреспондент Инженерной академии Удмуртской Республики.